# Napeogenes sarcinarius
Napeogenes sarcinarius är en fjärilsart som beskrevs av Archibald C. Weeks 1902. Napeogenes sarcinarius ingår i släktet Napeogenes och familjen praktfjärilar. Inga underarter finns listade i Catalogue of Life.